# 金迪奧火山
金迪奧火山是哥倫比亞的火山，位於該國西部，屬於安第斯山脈的一部分，最高點海拔高度4,760米，是熱門的旅遊地點，該火山沒有火山噴發的記錄。

## 外部連結
- Parque Nacional Natural los Nevados website （页面存档备份，存于）（西班牙語和英語）